# Suède aux Jeux olympiques d'été de 1992
La Suède participe aux Jeux olympiques d'été de 1992 à Barcelone en Espagne. 187 athlètes suédois, 143 hommes et 44 femmes, ont participé à 121 compétitions dans 22 sports. Ils y ont obtenu douze médailles : une d'or, sept d'argent et quatre de bronze.

## Médailles
| Médaille | Discipline      | Épreuve                                              | Athlète                                                       | Performance | Date |
| -------- | --------------- | ---------------------------------------------------- | ------------------------------------------------------------- | ----------- | ---- |
| Or       | Tennis de table | Simple hommes                                        | Jan-Ove Waldner                                               |             |      |
| Argent   | Athlétisme      | Saut en hauteur                                      | Patrik Sjöberg                                                |             |      |
| Argent   | Canoë-kayak     | K-2 - 1 000 m - hommes                               | Karl Sundqvist, Gunnar Olsson                                 |             |      |
| Argent   | Canoë-kayak     | K-2 - 500 m - hommes                                 | Agneta Andersson, Susanne Wiberg-Gunnarsson                   |             |      |
| Argent   | Lutte           | Lutte gréco-romaine - Poids super-lourds, 100-130 kg | Tomas Johansson                                               |             |      |
| Argent   | Handball        | Hommes                                               | Équipe de Suède masculine de handball                         |             |      |
| Argent   | Natation        | 200 m nage libre - hommes                            | Anders Holmertz                                               |             |      |
| Argent   | Natation        | 4 × 200 m nage libre                                 | Christer Wallin Anders Holmertz Tommy Werner Lars Frölander   |             |      |
| Bronze   | Canoë-kayak     | K-4 - 500 m - femmes                                 | Anna Olsson Agneta Andersson Maria Haglund Susanne Rosenqvist |             |      |
| Bronze   | Natation        | 400 m nage libre - hommes                            | Anders Holmertz                                               |             |      |
| Bronze   | Lutte           | Lutte gréco-romaine - Poids mi-moyens, 68-74 kg      | Torbjörn Kornbakk                                             |             |      |
| Bronze   | Tir             | Pistolet libre 50 m - hommes                         | Ragnar Skanåker                                               |             |      |